# 재임자
재임자(在任者), 또는 재직자는 현재 일정한 직무를 맡고 있는 사람을 말한다. 선거에서 재임자는 재선 여부에 관계없이 선출될 직위를 보유하거나 활동하는 사람이다.
투표용지에 현직자가 있을 수도 있고 없을 수도 있다. 이전 보유자는 사망, 은퇴, 사임했을 수 있다. 재선을 추구하지 않거나, 임기 제한으로 인해 재선이 금지되거나, 새로운 선거 부문이나 직위가 생성되어 해당 직위가 공석인 것으로 간주될 수 있다. 미국에서는 재직자가 투표에 참여하지 않는 선거는 공개 의석 또는 공개 경선으로 간주된다.

## 같이 보기
- 레임덕